# Congregazione olandese alemanna

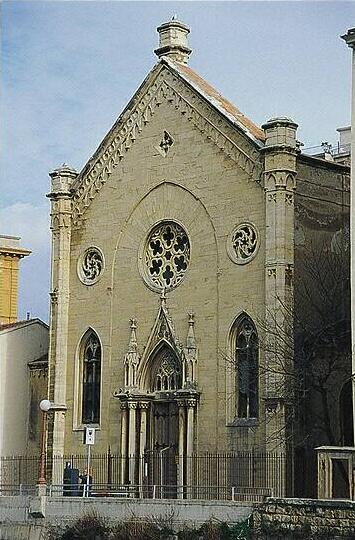
Il tempio della Congregazione olandese alemanna, uno dei simboli più importanti della comunità

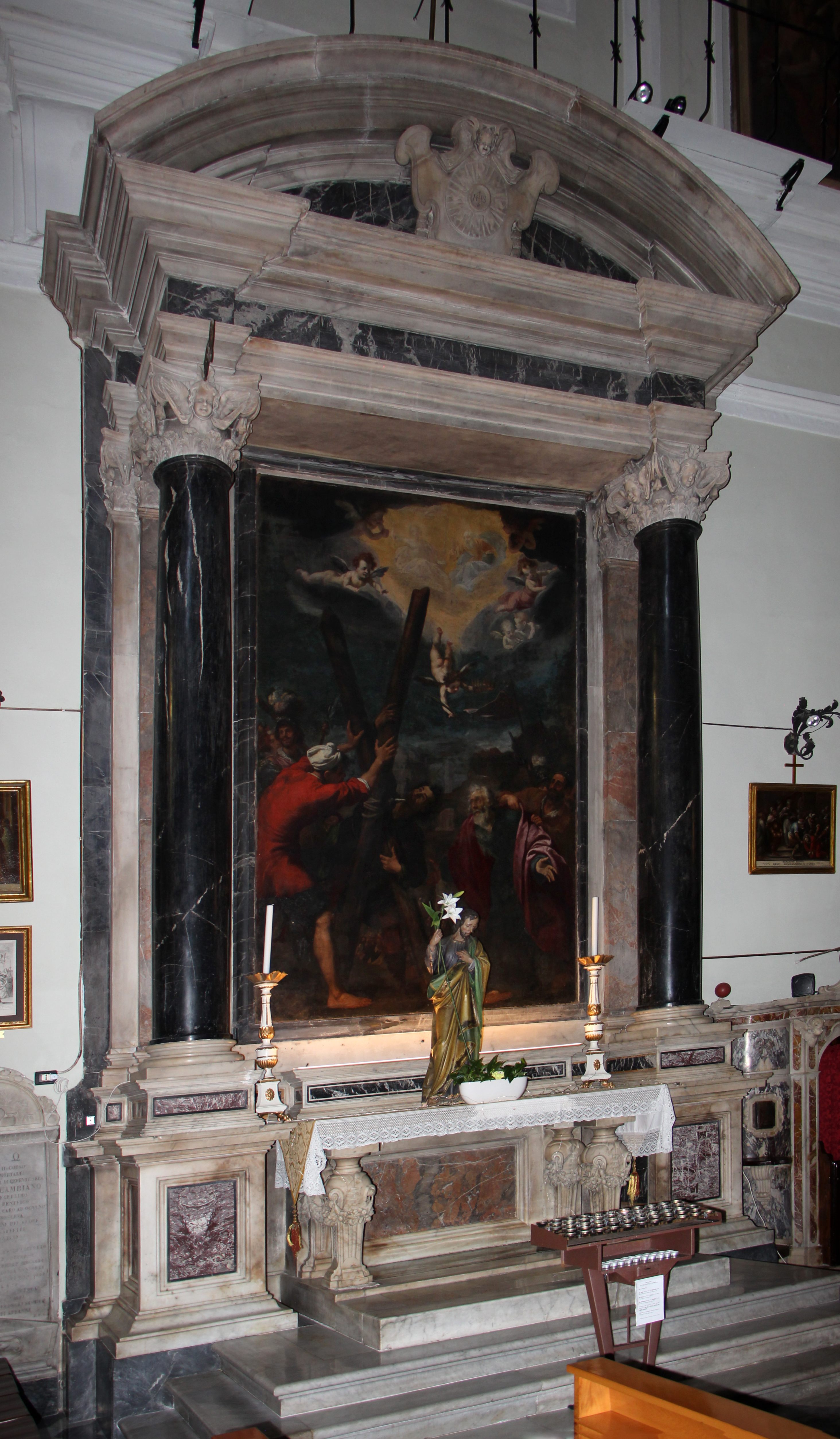
L'altare della Nazione olandese alemanna nella chiesa della Madonna

La Congregazione olandese alemanna è un'associazione attiva a Livorno sin dal XVII secolo.
Originariamente nota come Nazione fiamminga e alemanna e poi come Nazione olandese alemanna, era costituita da mercanti stranieri uniti dalla stessa provenienza geografica e culturale, che si erano insediati all'interno del porto franco di Livorno con una prevalente presenza neerlandese.
Nel corso del Settecento sarà prevalente la componente germanica; nell'Ottocento, col contributo della componente elvetica, assunse preminentemente caratteri religiosi con lo scopo di mantenere l'esercizio del culto evangelico, passando da essere un ente del tipo nazionale interconfessionale, ad uno interculturale ed internazionale di stampo religioso riformato.
Dopo l'ultima riforma, la Congregazione ha assunto scopi eminentemente culturali.

## Storia

### Le origini
Nell'ultimo scorcio del XVI secolo il granduca Francesco I de' Medici affidò all'architetto Bernardo Buontalenti il compito di redigere un progetto per la nuova città-fortezza di Livorno.
I lavori, cominciati nel 1577, procedettero a rilento per circa un decennio; fu Ferdinando I, salito al potere nel 1587, a dare maggior impulso al colossale cantiere.
Lo stesso granduca promulgò una serie di provvedimenti finalizzati al popolamento del nuovo nucleo urbano; noti come Leggi Livornine, questi garantivano l'insediamento e l'esercizio del culto ai mercanti di "qualsivoglia nazione". Tuttavia, da questi privilegi restarono esclusi, di fatto, i protestanti, in quanto all'epoca l'unico culto cristiano riconosciuto lecito era quello cattolico.
Attratti dalle prospettive di crescita garantite dalle Livornine e dall'istituzione del porto franco, numerosi mercanti stranieri si stabilirono a Livorno, contribuendo allo sviluppo economico e culturale della città.
I primi olandesi e tedeschi giunsero alla fine del XVI secolo; erano essenzialmente mercanti dediti al commercio del grano, cereale del quale Livorno divenne il centro di approvvigionamento dell'Italia centro-settentrionale.
La comunità si riconobbe nella figura di un console sin dal 1597 e nel 1608 ottenne il riconoscimento formale del granduca, anche se gli storici sono soliti far risalire l'istituzione della Congregazione olandese alemanna al 1622, quando sei fiamminghi e tre tedeschi si unirono in un'associazione di carattere assistenziale che garantiva, ad esempio, diritto di sepoltura per tutti i connazionali, assistenza sanitaria, nonché aiuto a tutti coloro si fossero trovati invischiati in questioni legali.
Essi disponevano di un altare, dedicato a sant'Andrea, nella chiesa della Madonna, nella cui cripta furono sepolti i connazionali di fede cattolica, anche di passaggio, come il celebre scultore François Duquesnoy.

### L'affermazione della componente protestante
Verso la fine del medesimo secolo la componente olandese di fede riformata divenne predominante, con la conseguente necessità di dover provvedere al seppellimento dei defunti acattolici.
Dopo aver utilizzato, per alcuni anni, un terreno di un certo Lambert Constant, nel 1683 la Congregazione poté disporre di uno spazio cimiteriale vero e proprio fuori dalla Porta a Pisa; esso fu denominato giardino degli Olandesi per la presenza di piante esotiche che lo rendevano simile ad un orto botanico.

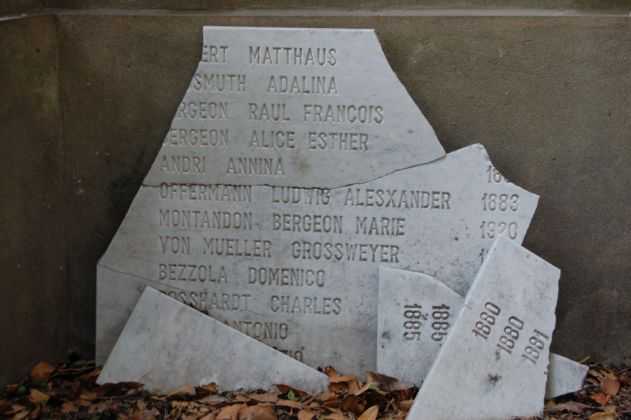
Lapide nel cimitero olandese di via Mastacchi, in degrado

Nel corso del Settecento i membri della Congregazione furono promotori di numerose iniziative volte al miglioramento dell'economia di Livorno e contribuirono ad ogni tipo di festa cittadina.
Il prestigio sociale della comunità si rifletteva in importanti palazzi, sedi di consolati e compagnie di navigazione, come il palazzo Huigens e il palazzo Ulrich, entrambi situati nel secondo accrescimento della Venezia Nuova.
Nonostante ciò, a causa dell'opposizione del clero cattolico, i protestanti non poterono disporre di un luogo di culto fino alla seconda metà del XVIII secolo, quando fu loro concessa una piccola cappella in un fabbricato di via del Consiglio, che all'epoca però non coincideva con la strada che ha assunto oggi questa denominazione, ma con l'odierna via Pollastrini. Per circa quarant'anni, tra la fine del Settecento e l'inizio dell'Ottocento, il pastore della comunità fu Giovanni Paolo Schulthesius.
Nel corso dell'Ottocento la Congregazione riformò i propri statuti, acquisendo una connotazione strettamente religiosa, volta all'esercizio del culto luterano e calvinista, a discapito della componente nazionale.
Uno dei primi atti significativi della Congregazione così riformata fu la realizzazione di un nuovo cimitero adiacente al cimitero greco-ortodosso di via Mastacchi.
Tuttavia, restava ancora irrisolta la questione legata al luogo di culto; infatti, la piccola cappella di via del Consiglio era divenuta inadatta ad accogliere un gran numero di fedeli ed era situata in un contesto urbano assai degradato.
Solo con l'unità d'Italia, quando la libertà di culto fu sancita come diritto per tutti i cittadini, la Congregazione (ormai composta prevalentemente da livornesi di origine svizzera e tedesca) poté avviare le pratiche per la costruzione di una slanciata chiesa neogotica sul Fosso Reale (1862-1864).

### Il declino

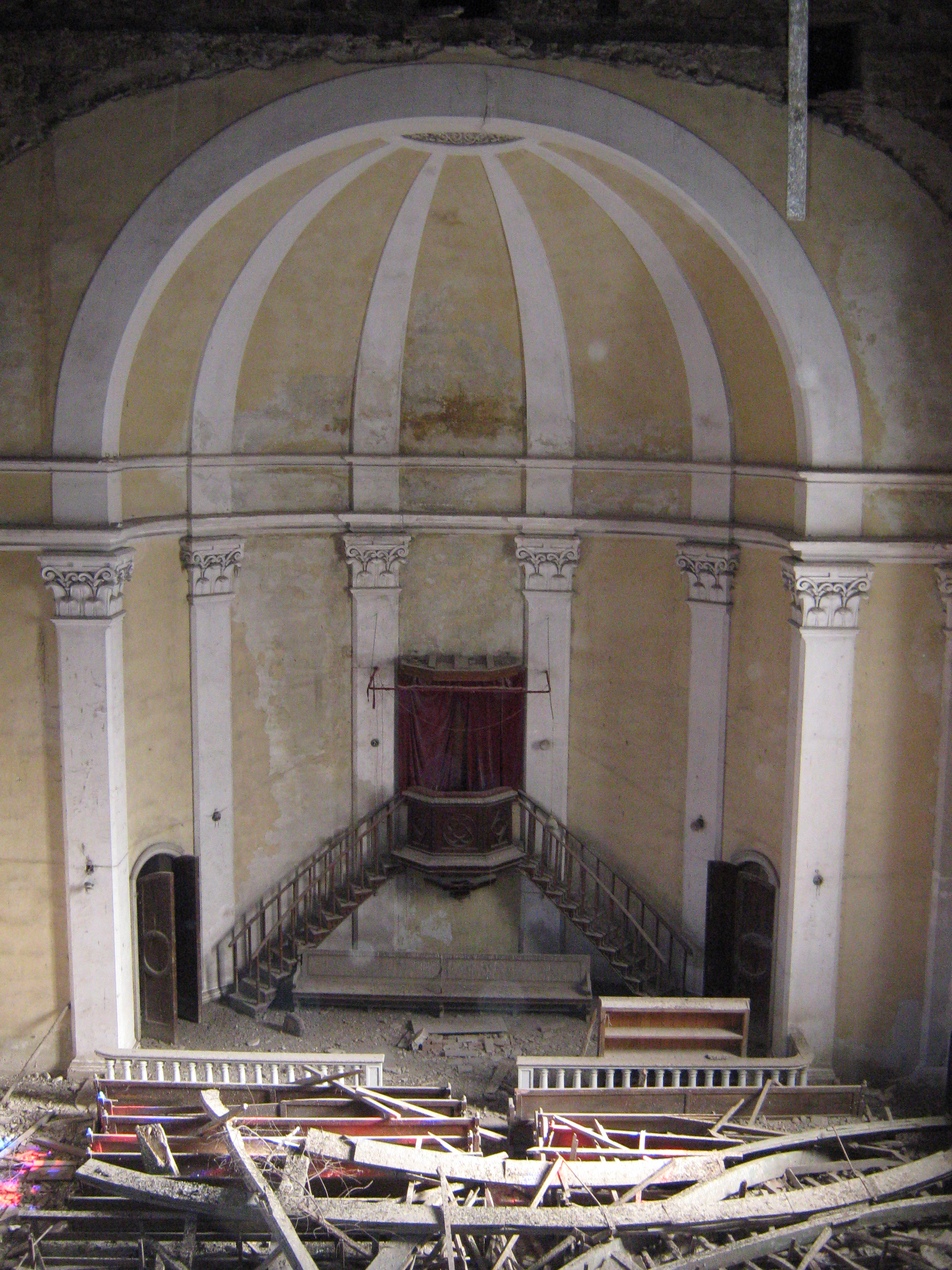
Interno del tempio, in completa rovina

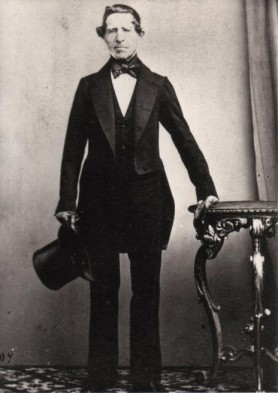
Agostino Kotzian

Di lì a poco, la crisi economica conseguente all'abolizione del porto franco causò il rapido declino della Congregazione, che all'inizio del Novecento appariva ormai fortemente ridimensionata.
Per far fronte alle necessità economiche, nel 1922 la Congregazione accolse tra i propri iscritti anche i non residenti, nel 1924 liberò il terreno del giardino degli Olandesi dalle sepolture e nel 1932 cedette definitivamente il terreno al prezzo di Lire 15.000.
Nel dopoguerra l'associazione cominciò ad occuparsi esclusivamente delle sepolture nel cimitero di via Mastacchi. Al contempo fu decisa l'alienazione dei terreni posti sul retro della chiesa, ove si trovava una palazzina con l'alloggio del ministro e le scuole delle comunità; il presbiterio fu raso al suolo e sostituito con uno sproporzionato fabbricato condominiale.
La morte degli ultimi membri, avvenuta nella seconda metà del Novecento, determinò l'estinguersi dell'organo direttivo della Congregazione e la perdita di visibilità di tutte le sue proprietà, che andarono incontro ad un inesorabile degrado.
La Congregazione, grazie l'interessamento di alcuni discendenti dell'antica comunità, fu ricomposta il 26 febbraio 1997.
Ciò nonostante, la carenza di fondi e la mancanza di un appoggio da parte delle istituzioni, hanno a lungo impedito il concretizzarsi di piani di recupero per la chiesa e il cimitero. Solo al 2014 si registra l'avvio di un intervento per la messa in sicurezza della facciata del tempio.

## Persone legate alla Congregazione Olandese Alemanna
- Giovanni Paolo Schulthesius (1748-1816), pastore, compositore e pianista.
- Pietro Senn (1767-1838), imprenditore a Livorno, di origine svizzera, primo presidente della Camera di Commercio di Livorno, investì in società col banchiere fiorentino Emanuele Fenzi nella realizzazione della Ferrovia Leopolda.
- Gherardo Stub (1785-1858), imprenditore il cui palazzo fu ceduto dal figlio Araldo alla Cassa di Risparmi di Livorno al fine di farne sede di un asilo maschile e femminile.
- Agostino Kotzian (1792-1878), imprenditore, presidente della Camera di Commercio, contribuì in maniera determinante alla costruzione della Ferrovia Leopolda.
- Enrico Mayer (1802-1877), pedagogista, fondatore della "Scuola di mutuo insegnamento".
- Alfredo Müller (1869-1939), pittore, fu battezzato nella chiesa degli Olandesi di Livorno.